# 能満寺古墳
能満寺古墳（のうまんじこふん）は、千葉県長生郡長南町芝原にある古墳。形状は前方後円墳。千葉県指定史跡に指定されている。

## 概要
千葉県中部の外房地域、一宮川支流の埴生川・長楽寺川合流地点の西側丘陵上に築造された古墳である。周辺には本古墳のほかに小円墳2基・小方墳2基が分布して古墳群を形成するが、本古墳との関係は明らかでない。1947年（昭和22年）・1995年（平成7年）に発掘調査が実施されている。
墳形は前方後円形で、前方部を西方向に向ける。墳丘の段築は認められず、墳丘外表で葺石・埴輪も認められない。また墳丘周囲の周溝は認められず、後円部裾でのみ浅い落ち込み状遺構が検出されている。埋葬施設は後円部墳頂における木炭槨である。槨主軸を墳丘主軸と平行方向として、長さ7.5メートル・幅2メートルを測る。木棺（非残存）を木炭で覆っており、上面は長楕円形で底面は舟底の形状のような傾斜を設けており、特に「舟形木炭槨」と呼ばれる。槨内からは銅鏡・装身具・武器・農工具等の副葬品が検出されており、槨上からは葬送儀礼に関わると見られる土師器（高坏・器台・底部穿孔壺）が破砕された状態で検出されている。
築造時期は、古墳時代前期の4世紀代（4世紀後半以前、草刈II期（前半）並行）の築造と推定される。房総半島太平洋側の前期古墳としては最古級の古墳であり、後続する北西1.5キロメートルの油殿1号墳（長南町豊原）とともに当該地域の政治情勢を考察するうえで重要視される古墳になる。
古墳域は千葉県指定史跡に指定されている。

## 遺跡歴
- 1947年（昭和22年）、発掘調査。副葬品出土（後藤守一ら明治大学考古学研究室、1949年に報告）。
- 1958年（昭和33年）4月23日または1975年（昭和50年）11月14日、千葉県指定史跡に指定。
- 1995年（平成7年）、墳丘周縁の確認調査（長生郡市文化財センター（のち総南文化財センター）、1998年に報告）。

## 墳丘

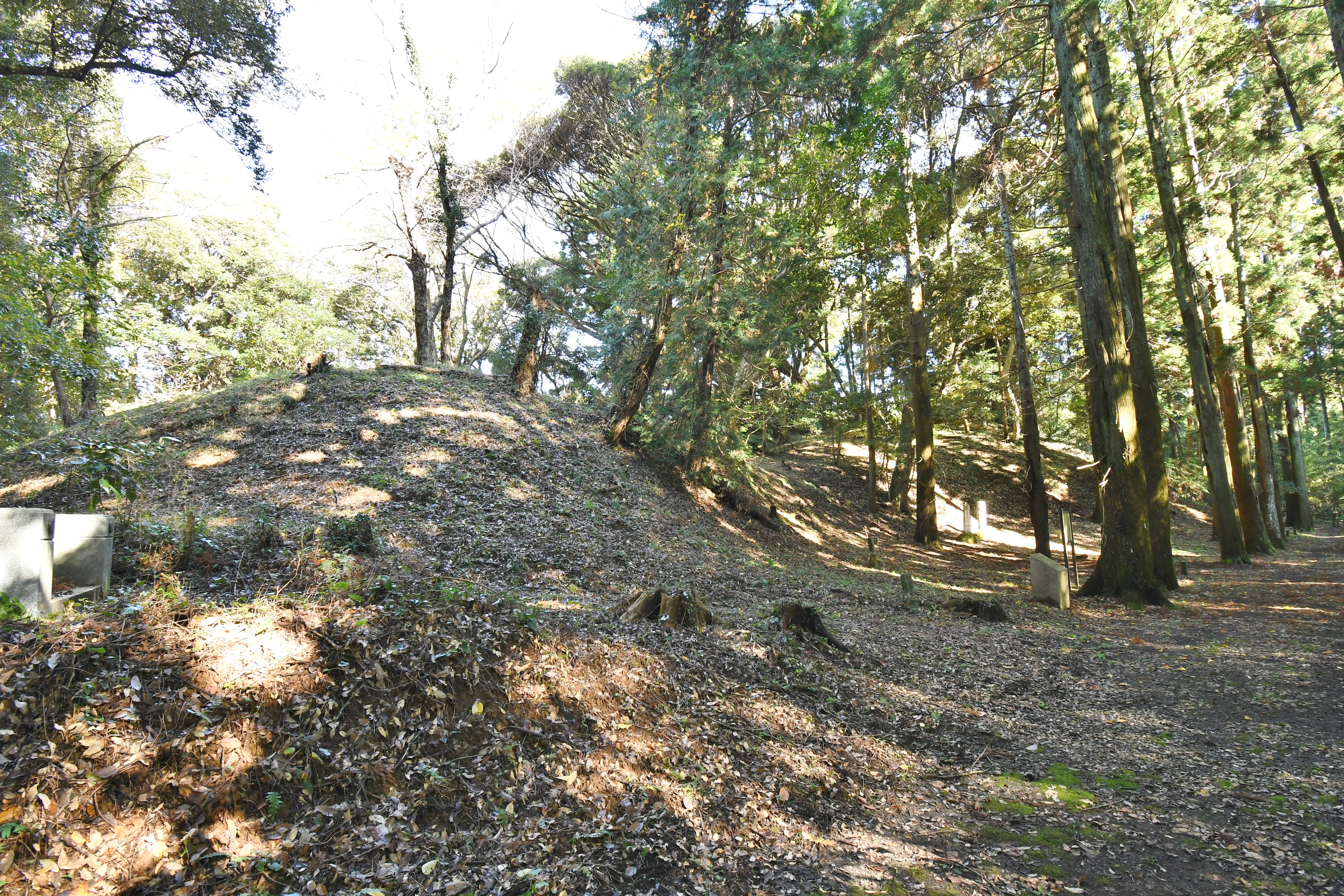
墳丘左に前方部、右奥に後円部。

墳丘の規模は次の通り。
- 墳丘長：73.5メートル[5]
- 後円部
  - 直径：43.2メートル
  - 高さ：約7メートル
- 前方部
  - 幅：33.7メートル
  - 高さ：約4メートル

墳形はかつて前方後方形とする説もあったが、現在では前方後円形と判断される。墳丘は墳裾の一部を除いて盛土によって構築されている。

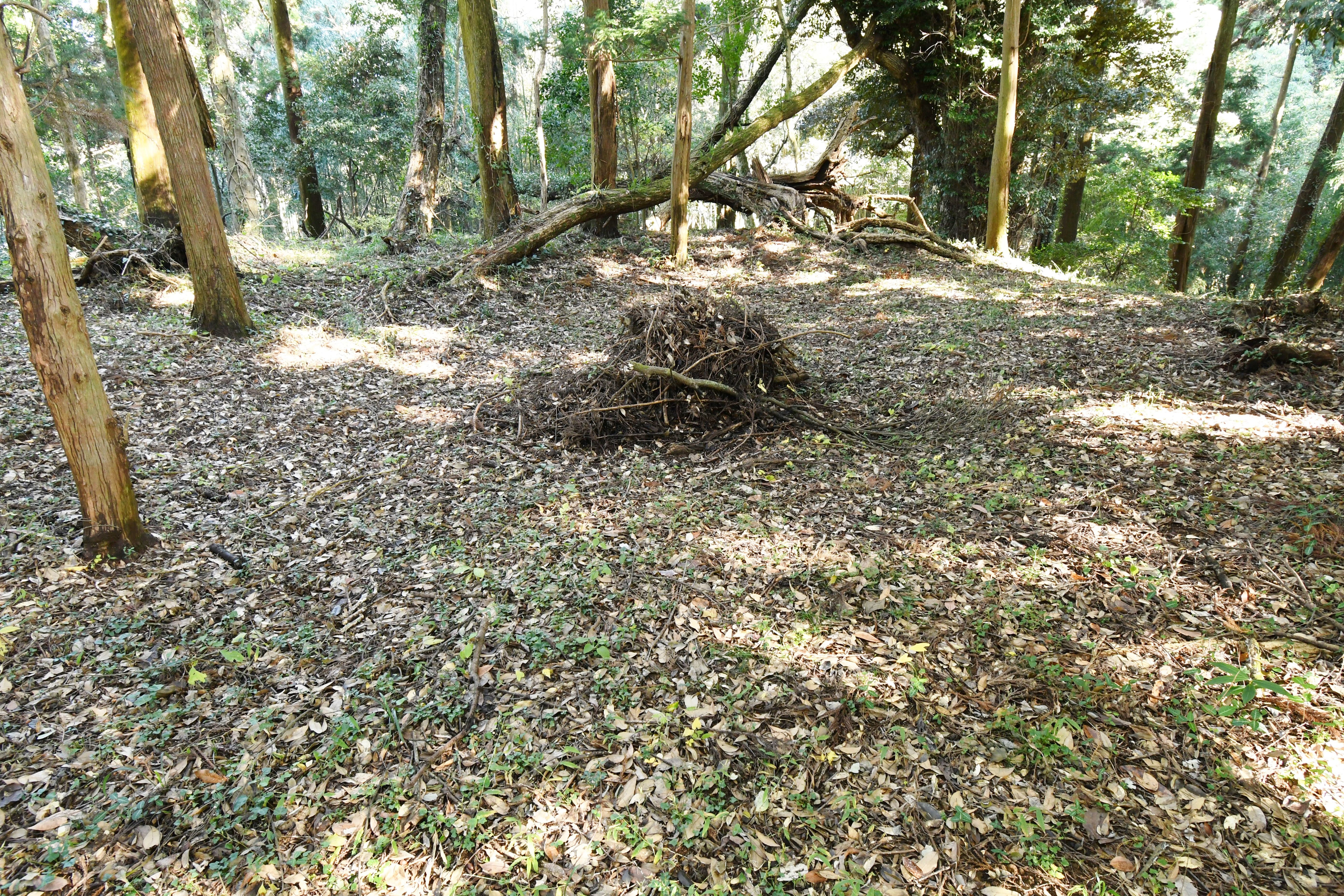
後円部墳頂
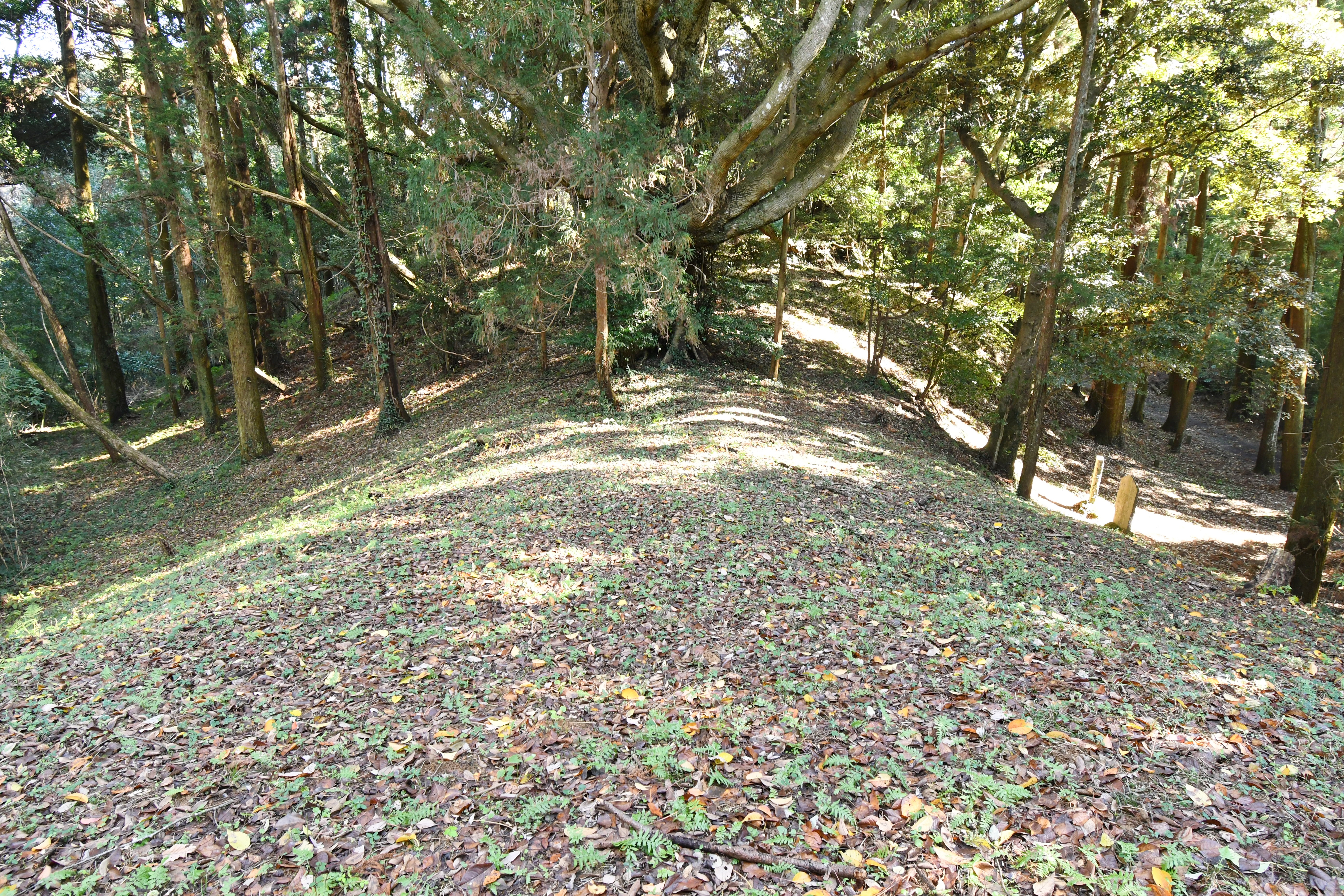
前方部から後円部を望む
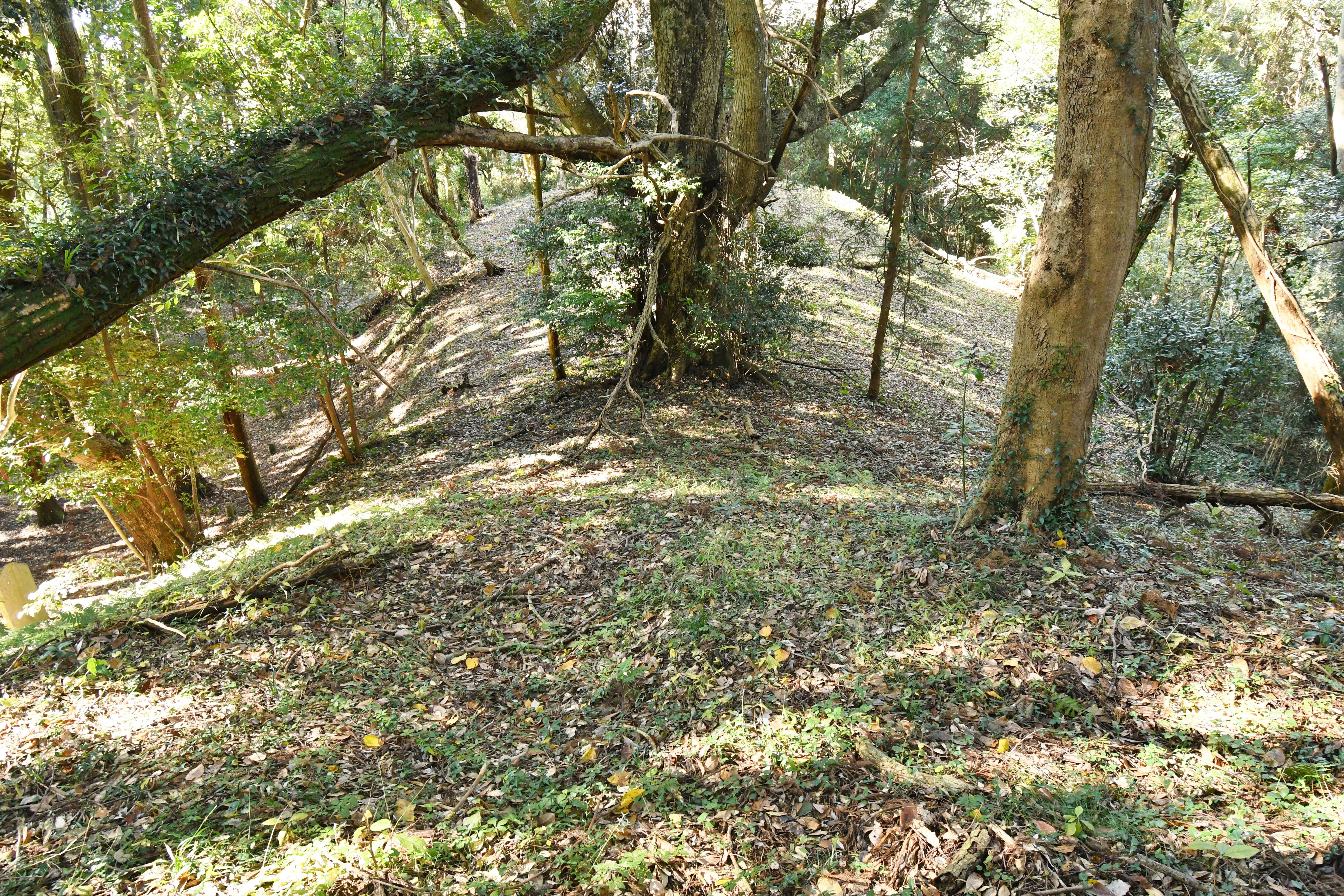
後円部から前方部を望む

## 出土品

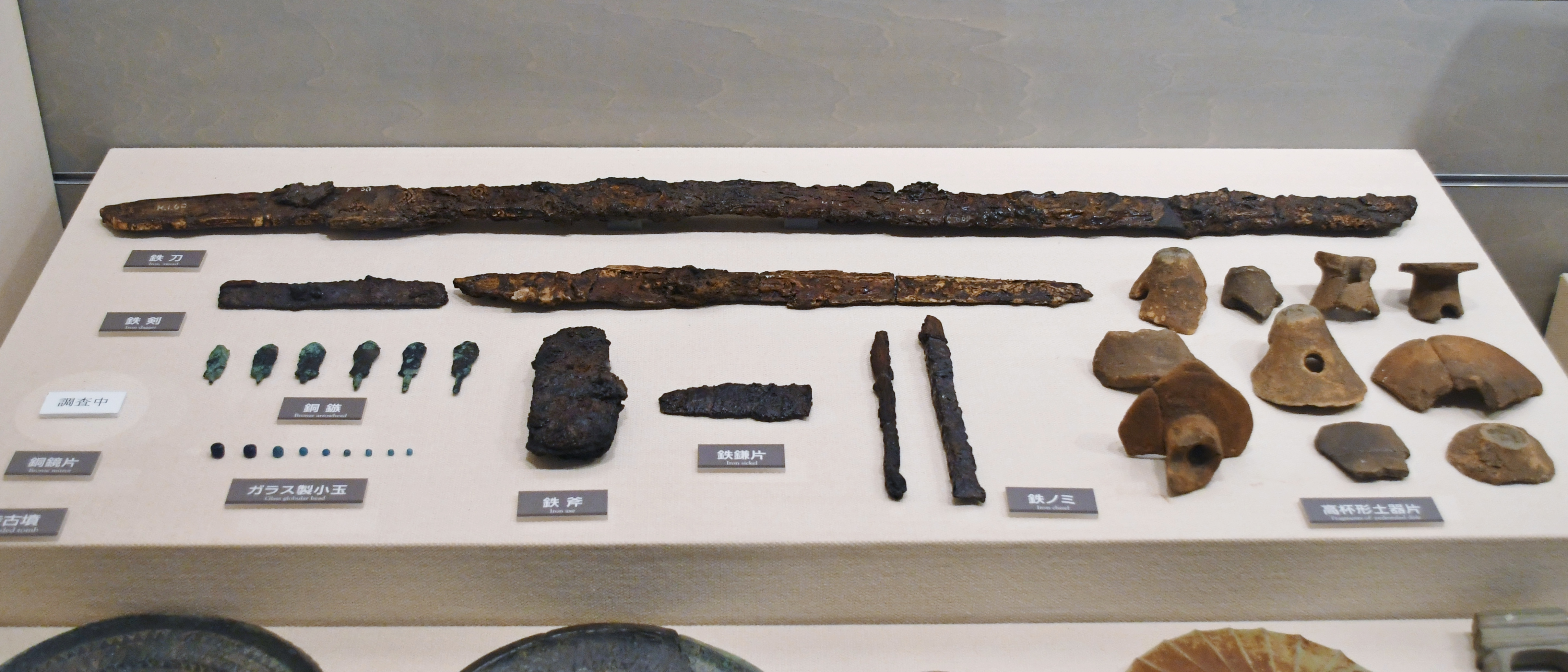
出土品明治大学博物館展示。

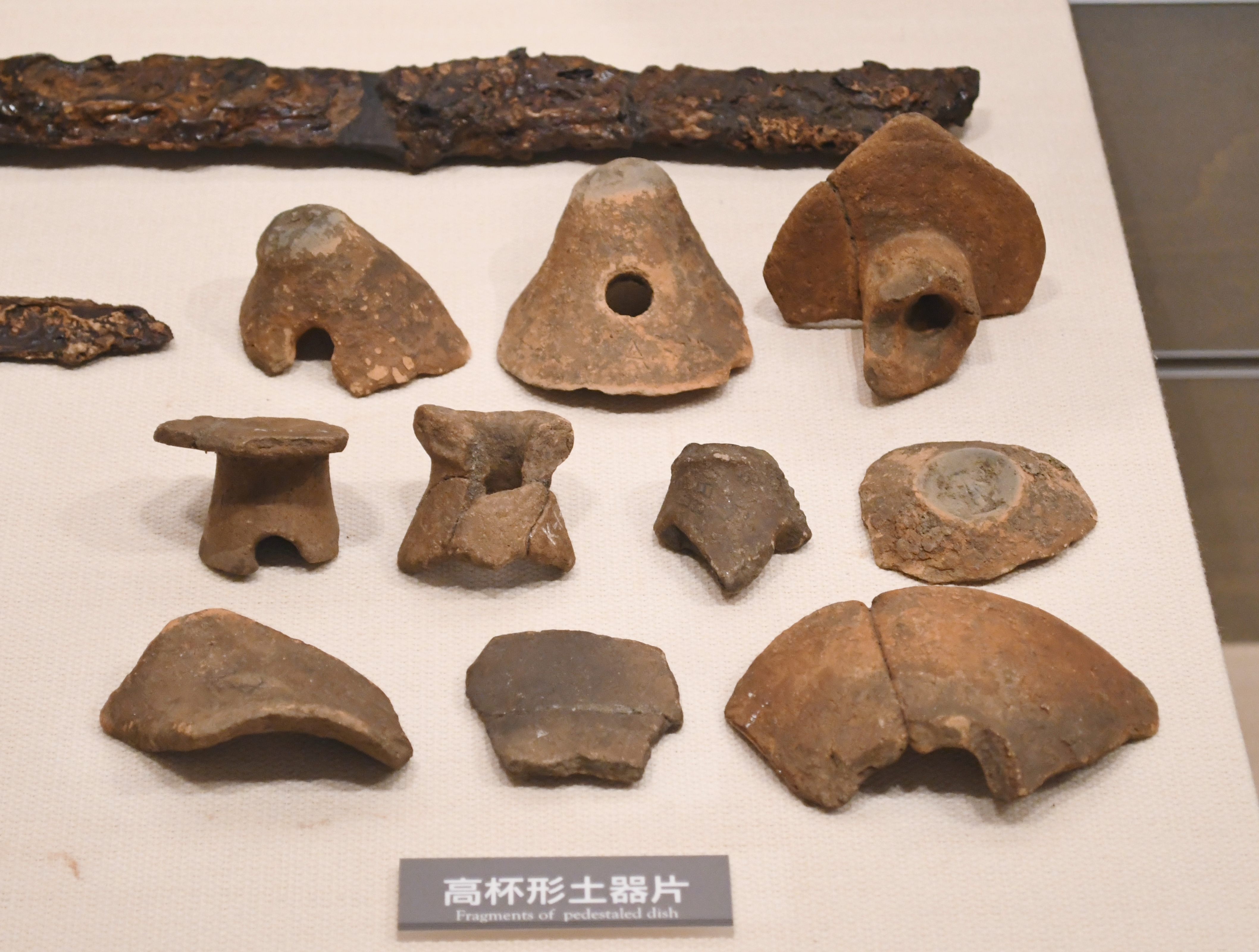
高坏形土器片 明治大学博物館展示。

槨内から出土した副葬品は次の通り。
- 銅鏡 2
- 装身具
  - ガラス製丸玉
  - ガラス製小玉
- 武器
  - 鉄剣
  - 鉄刀
  - 銅鏃
- 農工具
  - 扁平楔形鉄器
  - 鑿
  - 鉇
  - 刀子
  - 鎌

- 高坏形土器片
明治大学博物館展示。

## 文化財

### 千葉県指定文化財
- 史跡
  - 能満寺古墳 - 1958年（昭和33年）4月23日[7][5]または1975年（昭和50年）11月14日[1][8]指定。

## 関連施設
- 明治大学博物館（東京都千代田区） - 能満寺古墳の出土品を保管・展示。

## 関連文献
（記事執筆に使用していない関連文献）
- 大塚初重「上総能満寺古墳発掘調査報告」『考古學集刊』第3号、東京考古学会、1949年、22-32頁。
- 「能満寺古墳」『総南文化財センター年報』第10号、総南文化財センター、1998年。